# كارل روبرت إدوارد فون هارتمان
كارل روبرت إدوارد فون هارتمان (بالألمانية: Eduard von Hartmann) (و. 1842 – 1906 م) هو فيلسوف ألماني، ولد في برلين، توفي في برلين، عن عمر يناهز 64 عاماً.

## التعليم
تعلم في جامعة روستوك.

## روابط خارجية
- كارل روبرت إدوارد فون هارتمان على موقع الموسوعة البريطانية (الإنجليزية)
- كارل روبرت إدوارد فون هارتمان على موقع إن إن دي بي (الإنجليزية)